# Amphilius maesii
Amphilius maesii е вид лъчеперка от семейство Amphiliidae.

## Разпространение
Видът е разпространен в Демократична република Конго.

## Описание
На дължина достигат до 8,8 cm.